# Masahito Soda

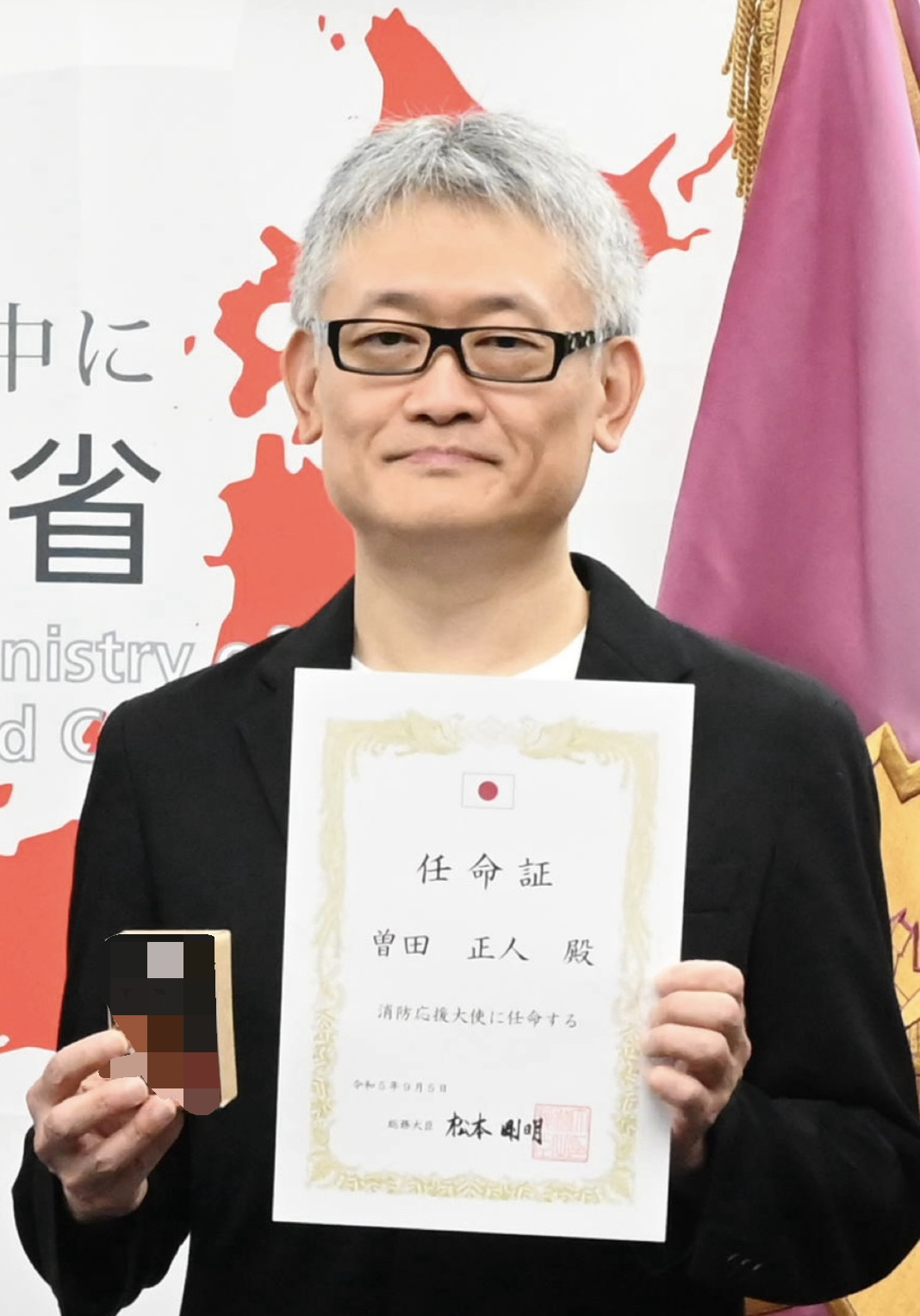
Masahito Soda, 2023

Masahito Soda (jap. 曽田 正人, Soda Masahito; * 18. Juni 1968) ist ein japanischer Mangaka (Comiczeichner).
Sein Debüt als Manga-Zeichner machte er 1990 mit Get Rock im Magazine Special, einem Ableger des Shōnen Magazines. Mit Shakariki! landete er zwei Jahre darauf seinen ersten Hit. Nach dem Abschluss von Shakariki! 1995 wechselte Soda zum Shogakukan-Verlag, um dort den Shōnen-Manga Me-gumi no Daigo über einen Feuerwehrmann mit großem Erfolg zu veröffentlichen. Für diese Arbeit wurde er 1997 mit dem 42. Shōgakukan-Manga-Preis und 1998 mit dem Exzellenz-Preis auf dem Japan Media Arts Festival ausgezeichnet. In Subaru erzählt er vom Leben eines Balletttalents.
Für sein aktuelles Werk capeta, einen Manga über Go-Kart-Rennen erhielt er 2005 den 29. Kōdansha-Manga-Preis.

## Werke
- Get Rock (1990)
- Shakiriki! (シャカリキ！, 1992–1995, 18 Bände)
- Me-gumi no Daigo (め組の大吾, 1995–1999, 20 Bände)
- Fire and Forget (1998, 1 Band)
- Subaru (昴, 1999–2002, 11 Bände)
- Subaru - Soda Masahito Drawing Collection (SUBARU―曽田正人作画集, 2002, Artbook zu Subaru)
- capeta (カペタ, 2003 bis jetzt, bisher 8 Bände)
- Me-gumi no Daigo Kyūkoku no Orange (seit 2020)